# 会田我路
会田 我路（あいだ がろ、1949年11月4日 - ）は、日本の男性写真家。女性写真、美少女写真を得意とする。

## 経歴
工業高校の建築科、東京写真専門学園商業写真学科を卒業。藤井英男の助手を経てフリー。ダイアナ靴店、シャルル・ジョルダン、日本石油、富士通、グンゼ、サントリーなどの広告写真を手がける。1983年渡仏、男性誌『PHOTO』の欧州各国版に多くの写真が掲載される。また、香港版『ペントハウス』誌の表紙や巻頭を数度飾っている。
1980年代に美少女写真集の分野に参入し、2020年までに300冊以上の美少女の写真集を出版している。なお、写真集と同時に「ガロマージュ」、「ガロインパクト」等の会田我路の名を冠したレーベルからDVDが発売されることもあったが、これは会田自身ではなく、同行したビデオのカメラマンが撮影したものである。会田の事務所は、タレント事務所と出版社・DVDメーカーとのそれぞれと契約し、両社を仲介する形で関わっていた。
タレント発掘の分野でも薬師丸ひろ子、かとうれいこ、葉月里緒奈、入江紗綾、小池唯などを見出している。
女性写真以外では、『英国KIT CAR』などの作品がある。

## 作品
- ROMANCE 五人の少女の前奏曲 1981/04 竹書房
- アフロディーテの神話 ROMANCE 1981/07 竹書房
- 秘画幻想ジパング 1982/06 サン美術出版
- 激突暴走「族」- ひとりひとりがヒ−ロ−なんだ！！ 1982/09 ダイナミックセラ−ズ出版
- 特攻（走）- 暴走にかける青春！ 1982/07 ダイナミックセラ−ズ出版
- ROMANCE-Part2 1982/10 竹書房
- 林里菜写真集 グリーンドア文庫 1987/06（勁文社）
- 高橋めぐみ写真集 グリーンドア文庫 1987/06（勁文社）
- Hitomi Kobayashi inLondon-private album 小林ひとみ写真集 1987/08（勁文社）
- 藤崎美都写真集 グリーンドア文庫 1987/08 グリーンドア社 （勁文社）
- 小林ひとみインロンドン グリーンドア文庫 1987/09 グリーンドア社 （勁文社）
- ニルヴァーナ「愛の涅槃」 - 樹ますみ写真集 ニューアイドル写真集 1987/11（大陸書房）
- 虹のかなたに - 樹ますみ写真集 ピラミッド写真文庫 1987/12 ピラミッド社 （大陸書房）
- 黒沢ひろみ写真集 フレッシュスコラ 1988/03 講談社
- Reiko in London-葉山レイコ写真集 1988/09 近代映画社
- 葉山レイコ写真集 - やさしく愛して ニューアイドル写真集 1988/11（大陸書房）
- Final- ひとみより-さ・よ・う・な・ら。小林ひとみ写真集 1988/11（大陸書房）
- 葉山レイコ写真集 ピラミッド写真文庫 1989/02（大陸書房）
- 南きよみ写真集-Sensitive 1989/02 近代映画社
- 浦西真理子写真集 -Teardropsオムシリーズ 1989/02 近代映画社
- 水木マリ写真集 - 天使の冒険 ピラミッド写真文庫 1989/05 （大陸書房）
- 葉山レイコ写真集 ピラミッド写真文庫 1989/03 （大陸書房）
- 水木マリ写真集 - Seventeen 1989/12 東京三世社
- 会田我路・写真集 - 25Scandal 1992/08 ぶんか社
- G-file- 会田我路・豪華写真集（￥38,737） 1993/01 ぶんか社
- 相沢紀美写真集“Access” 1993/08 音楽専科社
- 写真集・美里真理“女子高生／パンティ検診” マドンナメイト・ハード 1993/09（二見書房）
- 佐野ゆかり写真集“は・じ・め・て” 1993/10 リイド社
- Garoプライベート・コレクション 1993/10 海王社
- 青木真波写真集“Illusion” 1994/01 リイド社
- 水野夕貴お姉さんの寝室 マドンナメイト 1994/01 マドンナ社 （二見書房）
- ブラックボックス - 会田我路・豪華写真集（￥38,737） 1993/12 海王社
- ガロ・スキャンダル 〈vol.1〉 1994/03 海王社
- Elfin -Reiko Ikegami 1994/05 ぶんか社
- Garoと30人の美少女たち - 会田我路作品集 CD−ROM 1994/05 宝島社
- 女優として -Garo’s actress selection 1994/05 宝島社
- 森永奈緒美写真集 - ダブルフェイス 1994/07 浪漫新社 （ワニブックス）
- 素人ヌード・グランプリ24 〈vol.1〉 1994/07 リイド社
- ガロ・スキャンダル 〈vol.2（制服少女編）1〉 1994/08 海王社
- 野々ゆりか写真集 - ゆりか19歳、あなたへ送る初めてのお便りです。1994/10 海王社
- Sweden sex−ton 1994/11 海王社
- Incarnation- 小野今日子写真集 1994/12 リイド社
- 紙風船 - 宮内さおりの秘密のとき 会田我路写真館 マドンナメイト 1994/12 （二見書房）
- 素人ヌード・グランプリ 〈vol.2〉1994/12 リイド社
- 会田我路ヘアヌード写真術 ＜VHS＞ 素人ヌードグランプリ 1994/12 リイド社
- Megaroporis doll - : Ikegami Reiko 1995/01 ぶんか社
- Garoプライベートコレクション2 1995/01 海王社
- Sweden sex-ton2 1995/02 海王社
- 春便り-小野今日子の素肌メッセージ 会田我路写真館 マドンナメイト（二見書房）1995/01
- 遊人×我路 - 美少女学園 海王社 1995/00
- Rope - 野本美穂写真集 海王社 1995/09
- ガロ・スキャンダル〈vol.3（コスプレ編）〉海王社 1995/10
- Barone- 東てる美写真集 スコラ 1995/11
- 里緒菜・デビュー前… - 葉月里緒菜写真集 ぶんか社 1995/12
- Garo美少女Collection 海王社 1996/06
- 清水琴美写真集 - 妹・琴美16歳 海王社 1996/11
- Mew“近沢美歩”ファースト『ミス日本』写真集 - Mj’: ぶんか社 1997/02
- 小沢まどか写真集〜Rope2〜 ぶんか社 1997/05
- ガロ・スキャンダル〈V.4（カラーズ編）〉海王社 1997/06
- 相原真由子ファースト写真集 海王社 1997/06
- 美鈴16歳 海王社 1997/10
- 麻美17歳 - 桜井麻美ファースト写真集 海王社 1997/11
- Long distance - 佐藤美奈子写真集 海王社 1997/11
- 風吹あきらファイナル写真集“so Long!”ぶんか社 1997/12
- Ceres- 聖麗美少女隊セレス写真集 ぶんか社 1998/02
- 亜細亜的女神達 - 会田我路オムニバス写真集 海王社 1998/02
- 妹・ちあき15歳 - 伊藤ちあき写真集 海王社 1998/03
- 妹・れいか17歳 - 原れいか・れいな写真 海王社 1998/05
- 浅川ちひろ&岡部令子写真集 - Peppermint ぶんか社1998/05
- Epicurean- 椎名絵里香写真集 スコラ 1998/08
- Captivation- 中園りお写真集 スコラ 1998/10
- 妹 海王社 1998/10
- 亜沙香 by 久保亜沙香 メディア・クライス 1998/12
- めざめ by 西原京子 美少女征服写真集 メディア・クライス 1999/02
- 不思議の国の美少女達アリス写真集 メディア・クライス 1999/02
- かおる17歳 ぶんか社 1999/04
- 森永奈緒美写真集 女優シリーズ ぶんか社 1999/05
- みゆき17歳 ぶんか社 1999/06
- 宮内さおり Again 海王社 1999/07
- 若妻真莉亜 - 不倫エロチカ‘99 ぶんか社 1999/07
- めぐみ17歳 ぶんか社 1999/08
- 松下たかこAgain 海王社 1999/08
- 森田ひろみAgain 海王社 1999/08
- 原れいかAgain 海王社 1999/09
- のりこ ぶんか社 1999/10
- 小林ひとみ写真集 女神シリーズ ぶんか社 1999/10
- 佐野ゆかりAgain 海王社 1999/10
- みなみ ぶんか社 1999/11
- 上原あきなAgain 海王社 1999/12
- 桜井なおみ+さよこAgain 海王社 2000/01
- かおる2 ぶんか社 2000/01
- 水谷真樹写真集Afternoon ぶんか社 2000/01
- Robeeba 加藤夏希写真集 ぶんか社 2000/02
- 平野なぎさ 会田我路写真館 海王社 2000/02
- みさき恋’2000millennium ぶんか社 2000/02
- 斉藤真奈美写真集Afternoon ぶんか社 2000/04
- みづほ恋’2000millennium ぶんか社 2000/05
- 黒木れいな 会田我路写真館 海王社 2000/05
- 松井深帆那写真集 Afternoon ぶんか社 2000/05
- あきな恋’2000millennium ぶんか社 2000/06
- れいか 会田我路写真館 海王社 2000/06
- Replicant - 松岡ゆき写真集 ぶんか社 2000/07
- 娼婦マリー 星野藍子写真集 海王社 2000/07
- Rediance 升水美奈子写真集 宙出版 2000/08
- いちご白書1 吉井愛美 パパラブックス 2000/10
- Revissant 佐々木絵美子写真集 竹書房 2000/11
- ELLE 佐藤江梨子写真集 竹書房 2000/12
- いちご白書2 加護あいり写真集 ぶんか社 2001/02
- 春野かおり写真集 ときめき天使 ぶんか社 2001/03
- 恋Best selection ぶんか社 2001/03
- いちご白書3 ほなみ ぶんか社 2001/04
- いちご白書4 しおり ぶんか社 2001/06
- いちご白書5 ななみ ぶんか社 2001/07
- N・M・D・C 森永奈渚美写真集 ぶんか社 2001/07
- いちご白書6 ひとみ ぶんか社 2001/08
- 水原朋美写真集 双葉社 2001/09
- 美乳天使 水木マリ写真集 テイアイエス 2001/09
- あすなろ日記Vol.1 さくら ぶんか社 2001/10
- Just for you 榎木らん写真集 ぶんか社 2001/11
- あすなろ日記Vol.2ゆうか ぶんか社 2001/11
- 恋2001 Best selection ぶんか社 2001/11
- あすなろ日記Vol.3 なつき ぶんか社 2001/12
- いちご白書deluxe ぶんか社 2001/12
- あすなろ日記Vol.3 はるな ぶんか社 2002/01
- 吉井愛美写真集 ぶんか社 2002/04
- 麻耶13歳 G angel ぶんか社 2002/06
- 生贄婦人 小林ひとみ ぶんか社 2002/06
- 初 星野雫写真集 ぶんか社 2002/06
- 女神伝説 小林ひとみ写真集 双葉社 2002/07
- あすなろ日記 Best sellection特別偏 2002/07
- 制服もも 妹'02~teen’s ぶんか社 2002/08
- 桂 Katsura Aokiお嬢様 姉 ぶんか社 2002/09
- かおるPrivate collection卒業写真 ぶんか社2002/09
- 制服あい 妹'02~teen’s ぶんか社 2002/10
- 制服美少女図鑑 ぶんか社 2002/11
- Memories of Hitomi Kobayashi since 1987 小林ひとみ ぶんか社 2002/12
- かおるPrivate collection2恋愛写真 ぶんか社 2003/01
- 制服かな 妹teen’s 03 ぶんか社 2003/02
- 巨乳っ娘・・あおい ぶんか社 2003/02
- 制服あい2妹teen’s 03 ぶんか社 2003/02
- The European fairy tale ぶんか社 2003/02
- 制服やよい妹teen’s 03 ぶんか社 2003/05
- 卒業記念 かおる写真集 ぶんか社 2003/06
- 制服ゆうな 妹teen’s 03 ぶんか社 2003/06
- 妹03teen’s 制服ゆうなDVD ぶんか社 2003/06
- 制服あみ妹teen’s ぶんか社 2003/07
- 理恵12歳DVD Team505 2003/07
- 理恵12歳 山本理恵写真集 ぶんか社 2003/08
- 制服ゆきの妹teen’s 03 ぶんか社 2003/08
- 少女人形 あいコスパラ写真集 ぶんか社 2003/08
- あした 鈴木かすみ写真集 ぶんか社 2003/10
- 制服ゆき 妹teen’s ぶんか社 2003/11
- 新・制服美少女図鑑 2004 ぶんか社 2003/12
- はるな14歳 杏野はるな写真集 ぶんか社 2004/03
- ななこ18歳 藤原七虹写真集 ぶんか社 2004/03
- 万桜12歳 小林万桜写真集 ぶんか社 2004/05
- えりな18歳 和田絵梨奈写真集 ぶんか社 2004/05
- ゆか14歳 山口結花写真集ボクの妹 大洋図書 2004/07
- ちかこ16歳 桜木睦子写真集 ボクの妹 大洋図書 2004/07
- 万桜12歳夏休み 小林万桜写真集 ぶんか社 2004/08
- かなこ16歳 後藤香奈南子写真集 ボクの妹 大洋図書 2004/09
- しずか12歳 宮沢静香写真集 ボクの妹 大洋図書 2004/09
- 嵯梨13歳 桐嵯梨写真集 ぶんか社 2004/10
- 梓13歳 日比野梓写真集 ぶんか社 2004/10
- 彩香11歳 森彩香写真集 ぶんか社 2004/11
- はるき&なつみ 水谷はるき／岩崎なつみ写真集 日本スポーツ出版社 2005/01
- 水瀬葵写真集 Bunny’s angel Nippon sports mook 日本スポーツ出版社 2005/01
- 華彩なな写真集Bunny’s angel Nippon sports mook 日本スポーツ出版社 2005/02
- 月嶋みずほ写真集Bunny’s angel Nippon sports mook 日本スポーツ出版社 2005/02
- 上島はるか写真集Bunny’s angel Nippon sports mook 日本スポーツ出版社 2005/03
- 星崎玲写真集Bunny’s angel Nippon sports mook 日本スポーツ出版社 2005/03
- 万桜12歳〜早春〜 小林万桜写真集 ぶんか社 2005/03
- 安斎優奈写真集Bunny’s angel Nippon sports mook 日本スポーツ出版社 2005/04
- 相本あきこ写真集Bunny’s angel Nippon sports mook 日本スポーツ出版社 2005/05
- 和泉由希子写真集Bunny’s angel Nippon sports mook 日本スポーツ出版社 2005/05
- 嵯梨13歳〜芽生え〜 桐嵯梨写真集 ぶんか社 2005/05
- 留奈12歳 会田我路U-15 DVD ぶんか社 2005/06
- 松下千夏写真集Bunny’s angel Nippon sports mook 日本スポーツ出版社 2005/06
- 紗綾11歳 紗綾写真集 ぶんか社 2005/06
- 安斎優奈：エロ天使ゆうな 会田我路Super sexy DVD ぶんか社 2005/05
- 小林万桜／万桜13歳〜熟果〜DVD ぶんか社 2005/07
- ジェシカ／ジェシカ11歳DVD ぶんか社 2005/07
- 留奈12歳 留奈写真集 ぶんか社 2005/07
- 相本あきこ：エロ天使あきこDVD会田我路SUPER SEXY ぶんか社 2005/07
- 白川ゆきな エロ天使ゆきなDVD ぶんか社 2005/08
- ジェシカ11歳 ジェシカ写真集 ぶんか社 2005/08
- 万桜13歳〜熟果〜 小林万桜写真集 ぶんか社 2005/08
- 渡辺未優 未優14歳 DVD ぶんか社 2005/09
- 和美・直美14歳 - 石川姉妹写真集 ぶんか社 2005/10
- 白川ゆきな写真集 日本スポーツ出版社 2005/11
- 13歳〜純白〜 - 小林万桜写真集 ぶんか社 2006/01
- シーナ茜写真集 日本スポーツ出版社 2006/02
- 14歳〜秘密〜 - 小池唯写真集 ぶんか社 2006/07
- 黒川芽以／鉄道と私 東北編 くりはら田園鉄道 DVD ぶんか社 2006/09
- 万桜14歳〜桜桃〜 - 小林万桜写真集 ぶんか社 2006/10
- ゆい14歳〜紋白蝶〜 - 小池唯写真集 ぶんか社 2006/1
- りん14歳〜愛妹〜 - 小池りん写真集 ぶんか社 2007/03
- 11歳の伝説 - 紗綾写真集 コアマガジン 2009/07